# Deportarea grecilor sovietici
Deportarea grecilor sovietici  a fost o serie de transferuri forțate a cetățenilor sovietici de etnie greacă ordonate de liderul sovietic I. V. Stalin. Deportările au avut loc în 1942, 1944 și 1949 și i-au afectat în principal pe greci pontici de pe litoralul Mării Negre și a dus la purificarea etnică a acestei regiuni. Există estimări care indică un număr de aproximativ 50.000 de greci care au fost deportați.

## Istoric
Recensământul sovietic din 1926 a înregistrat 213.765 greci  iar cel din 1939 286.000 de greci. Pe 9 august 1937 a fost emis Ordinul NKVD Nr. 00485 „Cu privire la lichidarea grupurilor diversioniste și de spionaj poloneze și a grupurilor și organizațiilor POW”(rusă О ликвидации польских диверсионно-шпионских групп и организаций ПОВ). Mai târziu, obiectivul ordinului a fost extins pentru includerea letonilor, germanilor, estonilor, finlandezilor, grecilor, iranienilor și chinezilor.
În rândurile grecilor sovietici nu s-a manifestat o activitate contrarevoluționară însemnată. O excepție notabilă a fost anticomunistul Constantine Kromiadi⁠(d), un grec caucazian, care a devenit adjunctul lui Andrei Vlasov în timpul ocupației germane a zonei apusene a Uniunii Sovietice în timpul celui de-al Doilea Război Mondial.
Grecii sovietici au fost deportați în trei valuri în timpul  transferurilor de populație în Uniunea Sovietică.
- pe 29 mai 1942, Stalin a ordonat deportarea grecilor pontici și a altor minorități din Ținutul Krasnodar.[8] 1.402 greci, inclusiv 562 de copii mai mici de 16 ani, au fost deportați în răsărit.[9]
- la scurtă vreme după deportarea tătarilor din Crimeea, pe 2 iunie 1944, autoritățile sovietice au emis decretul stric secret N 5984 pentru extinderea măsurilor represive și asupra altor etnii din Crimeea.[10] 15.040 greci sovietici au fost deportați din peninsulă. În rândul acestora s-au numărat și cetățeni greci cu pașapoarte expirate.[11] Un mare număr de deportați greci au fost trimiși în RSS Uzbekă.[10] În paralel cu aceste deportări, alți 8.300 de greci au fost exilați din Ținutul Krasnodar și Regiunea Rostov. Această operațiunea a fost condusă de adjunctul lui Lavrenti Beria, Ivan Serov, care și-a stabilit cartierul general la Kerci. Alți 16.375 greci au fost mutați forțat din RSS Georgiană, RSS Armeană și RSS Azeră în RSS Kazahă și RSFS Rusă.[10]
- pe 29 mai 1949, guvernul sovietic a emis ordinul N 2214-856 pentru relocarea grecilor, turcilor și  dașnakțutinilor din zona litorală a Mării Negre, în principal din RSS Georgiană și RSS Armeană. Cei mai mulți dintre aceștia au fost deportați în RSS Kazahă și au fost luați în evidență drept  „coloniști speciali”.[6] Numărul total de deportați până în iunie 1949, care au făcut parte din aceste trei grupuri, a fost de 57.680 de oameni.[12] Dintre aceștia, grecii au numărat între 27.000[13] și 36.000 de oameni.[14] Bunurile și proprietățile lăsate în urmă de deportați au fost trecute sub controlul autorităților sovietice.[12]

Unul dintre deportații greci, care se născuse lângă Suhumi, care a fost trimis în deportare în 1949 în regiunea Pahtaral din Uzbekistan, a rememorat aceste evenimente:
„Întregul sat, aproape 200 de familii, a fost deportat, aici, în regiunea Pahtaral în 1949   .... Nimeni nu ne-a explicat de ce suntem exilați sau unde mergem. Am avut două ore să ne adunăm lucrurile ... În perioada 16 iunie - 10 august am călătorit. Aproximativ opt sau zece familii în fiecare vagon de marfă, cu animalele ... După ce am ajuns, îmi amintesc că eram încă un copil, majoritatea oamenilor mureau de diaree. Apa era rău mirositoare. Sora mea, care era mult mai în vârstă, a murit din cauza tuberculozei la vârsta de 27 de ani, la aproximativ un an după ce am ajuns.”
Pe 25 septembrie 1956 a fost emis Ordinul MVD N 0402 prin care au fost ridicate toate restricțiile aplicate persoanelor deportate în așezările speciale. După acest moment, grecii sovietici au ales să se reîntoarcă la casele lor, sau au emigrat în Grecia.
Explicația oficială a deportărilor din 1949 a fost necesitatea curățării zonelor de frontieră ale URSS de „elementele nesigure din punct de vedere politic”. Istoricul de origine rusă Alexander Nekrich⁠(d) a considerat că o cauză posibilă a deportării grecilor în 1949 a fost alianța dintre Grecia și Regatul Unit. Alți cercetători au considerat că a fost vorba de o pedeapsă colectivă datorită faptului că grecii comuniști au pierdut în luptele din Războiul Civil Grec din 1946-1949.
În 1938, 20.000 de greci sovietici au emigrat în Grecia. Între anii 1965 și 1975, alți 15.000 de greci au emigrat din Uniunea Sovietică în Grecia. Spre deosebire de alte grupuri etnice „pedepsite” în perioada stalinistă, grecii sovietici nu au fost niciodată reabilitați oficial în perioada sovietică sau postsovietică.